# Les Double Six
Les Double Six was een Frans jazz-zangensemble.

## Bezetting
- Mimi Perrin (oprichter)
- Monique Guérin
- Louis Aldebert
- Ward Swingle (toekomstige arrangeur van The Swingle Singers)
- Jean-Louis Conrozier
- Roger Guérin
- Christiane Legrand
- Claude Germain

- Jacques Denjean
- Jean-Claude Briodin
- Eddy Louiss
- Claudine Barge
- Robert Smart
- Bernard Lubat
- Jef Gilson (arrangeur)

## Geschiedenis
Mimi Perrin zong voorheen bij de Blue Stars met Christiane Legrand, Blossom Dearie en Christian Chevallier. De formatie vond plaats onder de indruk van het succes van het zangtrio Lambert, Hendricks & Ross. De naam kwam daardoor, dat er nog zes stemmen werden toegevoegd aan de zes stemmen van de muzikanten door te overdubben (gerealiseerd door Jean-Michel Pou-Dubois) zodat een heel bigbandspectrum resulteerde in de vocalese stijl. Nadat Mimi Perrin begin 1965 ziek werd door tuberculose, stopte de groep in april 1965. Vanaf augustus formeerde Mimi Perrin de groep opnieuw. Ook dit ensemble werd in de herfst van 1966 ontbonden, nadat deze kort door Jef Gilson werd overgenomen van de zieke Perrin. Enkele voormalige leden gingen echter verder met The Swingle Singers, die werden geformeerd door groepslid Ward Swingle.
De groep zong in de vocalese-stijl, bijvoorbeeld naar composities van Dizzy Gillespie en Quincy Jones. De daarbij behorende poëtische Franse teksten waren afkomstig van Mimi Perrin. De leden wisselden. Leden waren naast Mimi Perrin (met de jaren wisselend) Monique Aldebert (Monique Guérin), Louis Aldebert, Ward Swingle, Jean-Louis Conrozier, Christiane Legrand, Claude Germain, Jacques Denjean, Jean-Claude Briodin, Eddy Louiss, Claudine Barge, Robert 'Bob' Smart, Anne Vassiliu, Hélène Devos, Jef Gilson, Bernard Lubat, Gaëtan Dupenher en Roger Guérin.
Les Double Six waren tijdens de jaren 1960 zeer succesvol en wonnen tussen 1964 en 1966 de lezers- en critici-polls van Down Beat in de categorie 'zanggroep' en in 1967 nogmaals de critici-poll. Ze toerden door Canada en de Verenigde Staten, namen op met Cal Tjader en traden in 1964 op tijdens het jazzfestival van Antibes.
Xavier Prévost beschreef in Dictionnaire du Jazz in het bijzonder Mimi Perrins arrangementen en teksten en de aanwezigheid van de groep op het podium als 'nooit meer verworven topprestatie'.

## Discografie

### Albums
- 1961: The Double Six of Paris, Capitol Records (opnamen van 1959-1960, composities en arrangementen van Quincy Jones).
- 1962: The Double Six of Paris: Swingin', Singin', Philips Records (opnamen van 1960-1962, onder andere nummers van John Coltrane, Miles Davis, Stan Kenton, Charlie Parker, Gerry Mulligan, Woody Herman).
- 1963: Dizzy Gillespie and the Double Six of Paris, Philips Records (met Dizzy Gillespie, Bud Powell, Kenny Barron, Kenny Clarke, James Moody, Pierre Michelot, arrangementen deels van Lalo Schifrin), op deze opname zingen: Mimi Perrin, Ward Swingle, Eddy Louiss, Christiane Legrand, Bob Smart, Jean-Claude Briodin, Claudine Barge.
- 1964: The Double Six of Paris sing Ray Charles, Philips Records, met het Jerome Richardson Quartet (daarvoor werden ze in 1965 genomineerd voor de Grammy Award, maar The Beatles kregen de prijs).
- 1999: Les Double Six, RCA Victor (herpublicatie)